# Gotha G.IV
Gotha G.IV là một loại máy bay ném bom hạng nặng của Đế quốc Đức, được Luftstreitkräfte sử dụng trong Chiến tranh thế giới I.

## Quốc gia sử dụng
- Đế quốc Đức
  - Luftstreitkräfte
- Đế quốc Áo-Hung
  - KuKLFT
- Hà Lan
  - Không quân Hoàng gia Hà Lan
- Ba Lan
  - Không quân Ba Lan

## Tính năng kỹ chiến thuật
Đặc điểm tổng quát
- Kíp lái: 3
- Chiều dài: 12.2 m (40 ft 0 in)
- Sải cánh: 23.7 m (77 ft 9 in)
- Chiều cao: 3.9 m (12 ft 10 in)
- Diện tích cánh: 89.5 m2 (963 ft2)
- Trọng lượng rỗng: 2.413 kg (5.320 lb)
- Trọng lượng có tải: 3.648 kg (8.042 lb)
- Powerplant: 2 × Mercedes D.IVa, 193 kW (260 hp) mỗi chiêc mỗi chiếc

Hiệu suất bay
- Vận tốc cực đại: 135 km/h (83 mph)
- Thời gian bay: 6 giờ
- Trần bay: 5.000 m (16.400 ft)

Vũ khí trang bị
- 2 - 3 × súng máy 7,92 mm Parabellum LMG 14
- 500 kg (1.100 lb) bom